# О’Коннелл, Пол
Пол Джерема́йя О’Ко́ннелл (англ. Paul Jeremiah O'Connell, родился 20 октября 1979 года в Лимерике) — ирландский профессиональный регбист, известный по выступлениям на позиции лока (замка) за клуб «Манстер», сборную Ирландии и команду «Британские и ирландские львы», был капитаном во всех трёх командах. Провёл 108 игр за сборную Ирландии и занимал 3-е место среди игроков сборной Ирландии по числу проведённых игр и 18-е место среди всех регбистов по общему числу сыгранных тест-матчей за сборную. После завершения карьеры стал комментатором регбийных матчей на BBC Sport.

## Ранние годы
Родился 20 октября 1979 года в Лимерике в семье Мика и Шейлы О’Коннеллов. Посещал школу Модел (англ. Model School) и среднюю школу христианских братьев Ардскойл-Рис (ирл. Ardscoil Rís) в Лимерике, где занимался плаванием, гольфом, баскетболом и теннисом. Регби занялся в возрасте 16 лет, дебютировав в Кубке старшеклассников Манстера по регби. В 1997—1998 годах Пол выступал за сборную школьников Ирландии вместе с будущим центровым ирландской сборной Гордоном Д’Арси, а в составе сборной Ирландии из игроков не старше 21 года выступал с другим будущим игроком «парней в зелёном» — Доннчей О’Каллаганом, игравшим во второй линии. О’Коннелл поступил в Лимерикский университет, где учился на инженера-программиста. После третьего курса он бросил университет и сосредоточился на регбийной карьере.

## Игровая карьера

### 2001—2003
Дебют О’Коннелла состоялся за «Манстер» 17 августа 2001 года в Кельтской лиге в матче против «Эдинбурга». Дебютную игру в Кубке Хейнекен провёл 29 сентября 2001 года против французского «Кастр Олимпик», которая завершилась победой «Манстера» со счётом 28:23. 25 мая 2002 года сыграл в финале Кубка Хейнекен против «Лестер Тайгерс», завершившимся поражением «Манстера» со счётом 9:15.
3 февраля 2002 года в рамках Кубка шести наций Пол О’Коннелл дебютировал за сборную Ирландии в матче против Уэльса, выйдя в стартовом составе с Миком Голуэем. В матче, который ирландцы выиграли 54:10, он отметился занесённой в первом тайме попыткой, однако, по словам О’Коннелла, он абсолютно не помнит того, что было в первом тайме:

Я занёс попытку, но не помню этого. Я побежал захватывать Крэйга Куиннелла, а он двинул локтем и вырубил меня. Я поиграл ещё минут 25, занёс попытку и затем, когда оставалось её 7 минут играть в первом тайме, ушёл с поля. Я не помню, что именно случилось, но я ушёл с поля.
Оригинальный текст (англ.)I scored a try but I don't remember it. I went to tackle Craig Quinnell and he knocked me clean unconscious with his elbow. I played on for another 25 minutes, scored a try and then, eventually, with seven minutes left in the first half, I came around. I didn't really know what was going on and so I walked off the pitch.

В сезоне 2002/2003 клуб «Манстер» одержал победу в розыгрыше Кельтской лиги, обыграв валлийский «Нит» со счётом 37:17 в финальной встрече, что стало первым трофеем О’Коннелла в клубе. В августе 2003 года О’Коннелл в контрольном матче против Уэльса занёс две попытки, что принесло ирландцам победу 35:12, а ему — место в заявке сборной Ирландии на чемпионат мира в Австралии. На групповом этапе Пол сыграл матчи против сборных Румынии, Намибии, Аргентины и Австралии, а в четвертьфинале сыграл против Франции, встречу с которой ирландцы проиграли со счётом 21:43 и завершили своё выступление на Кубке мира.

### 2004—2006

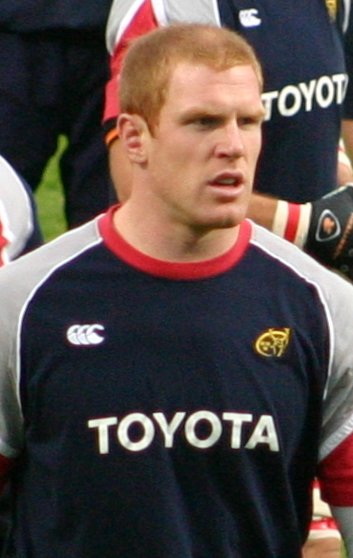
Пол О’Коннелл в составе «Манстера»

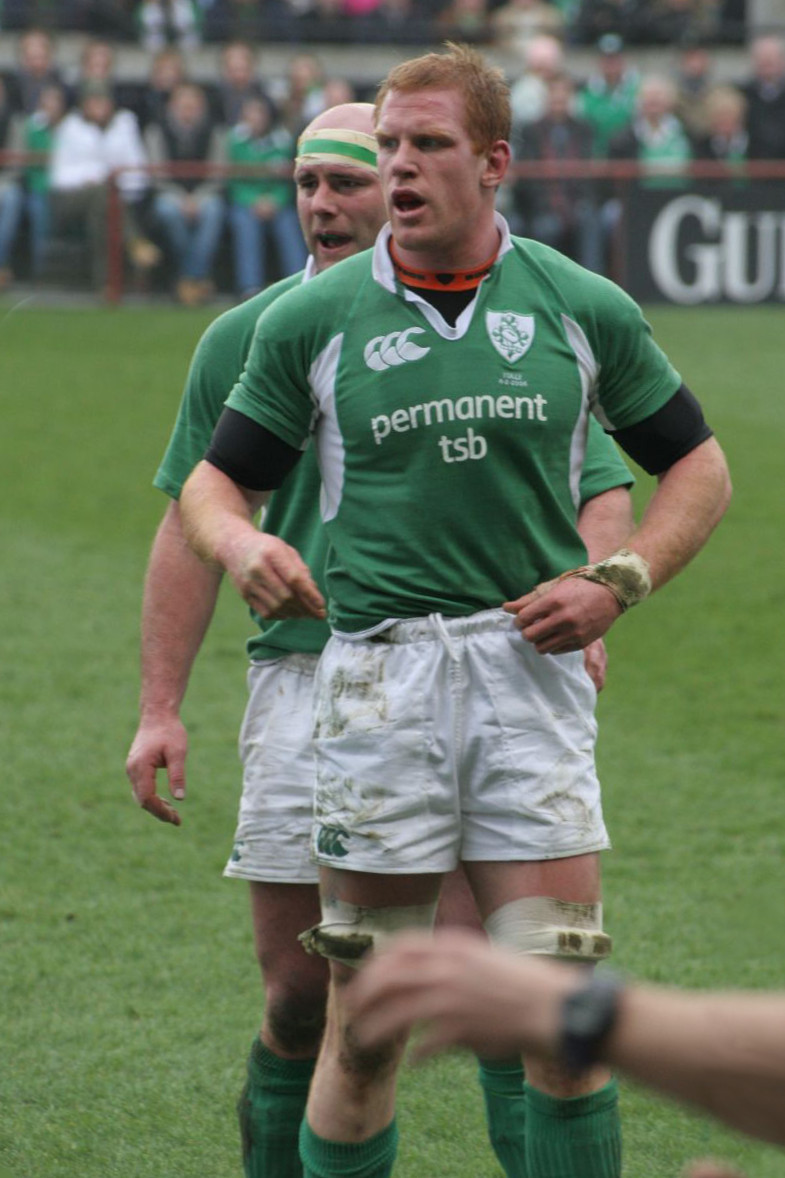
Пол О’Коннелл в составе сборной Ирландии на Кубке шести наций 2006 года

2 февраля 2004 года в первом матче Кубка шести наций против Франции в отсутствии Брайана О’Дрисколла именно О’Коннелл вывел сборную в качестве капитана. 27 марта 2004 года сыграл в матче против Шотландии, в котором его сборная завоевала первую за 19 лет Тройную корону. Во втором и последнем розыгрыше Кельтского кубка в сезоне 2004/2005 его клуб «Манстер» одержал победу и в финале, который прошёл 14 мая 2005 года на «Лэнсдаун Роуд», нанёс поражение валлийской команде «Скарлетс» со счётом 27:16. В розыгрыше Кубка шести наций 2006 года О’Коннелл помог своей сборной во второй раз в своей карьере выиграть Тройную корону: ирландцы в упорном матче победили англичан со счётом 28:24. 26 ноября 2006 года О’Коннелл занёс свою последнюю попытку на «Лэнсдаун Роуд» в игре сборной Ирландии против сборной тихоокеанского региона «Пасифик Айлендерс» — позже «Лэнсдаун Роуд» был снесён, а на его месте был возведён новый стадион «Авива».
В 2005 году О’Коннелл был включён в состав команды «Британские и ирландские львы» — сборной Великобритании и Ирландии для турне по Новой Зеландии. Первый матч за «Львов» он отыграл 25 июня 2005 года против Новой Зеландии, в котором «Олл Блэкс» победили со счётом 21:3. Он также вышел в стартовом составе команды во втором и третьем тест-матчах в Веллингтоне и Окленде, соответственно, оба раза его сборная терпела поражения со счётом 48:18 и 38:19. В сезоне 2005/2006 «Манстер» выиграл Кубок Хейнекен, О’Коннелл внёс важный вклад в эту победу, занеся попытку в четвертьфинальной игре против французского «Перпиньяна» (победа 19:10) и сыграв важную роль в игре команды в полуфинале против ирландского «Ленстера» (победа 30:6) и финале против французского «Биаррица» (победа 23:19). Благодаря своему выдающемуся выступлению он был номинирован на приз лучшему регбисту года по версии IRB в 2006 году: став единственным игроком Северного полушария в шорт-листе из пяти человек, где были также Дэн Картер, Ричи Маккоу, Крис Лэтем и Фури дю Пре. Приз в итоге достался Маккоу.

### 2007—2009

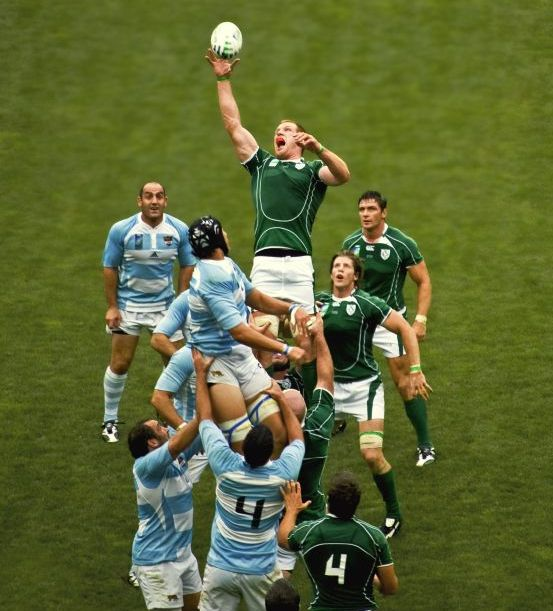
Игра чемпионата мира 2007 года Ирландия — Аргентина, О’Коннелл выигрывает коридор

11 февраля 2007 года состоялся первый в истории ирландского регби матч национальной сборной на стадионе «Кроук Парк»: О’Коннелл вывел команду на матч против Франции в ранге капитана, но ирландцы потерпели поражение 17:20. Через неделю, 24 февраля, прошла встреча против англичан, в которой ирландцы отпраздновали победу 43:13, а О’Коннелл получил приз лучшему игроку матча. 12 августа 2007 года была оглашена заявка сборной Ирландии на чемпионат мира во Франции, куда попал и О’Коннелл. Первый матч закончился неубедительной победой Ирландии над Намибией со счётом 32:17, после которой О’Коннелл остался недоволен тем, что несколько опытных игроков, которые должны были вести команду, не сыграли в полную силу. Во втором матче Ирландия сыграла посредственно и чудом удержала победу над Грузией 14:10. Последовавшие два поражения на групповом этапе от Франции и Аргентины привели к тому, что Ирландия не преодолела групповой этап и показала один из худших результатов в истории своих выступлений на международных турнирах. На клубном уровне выступления О’Коннелла были более успешными: в июле 2007 года О’Коннелл стал капитаном клуба, приняв эту должность от Энтони Фоли. В сезоне 2007/2008 «Манстер» завоевал свой второй Кубок Хейнекен, и О’Коннелл приложил к этому все усилия, сыграв решающую роль в финальном матче против «Тулузы» и оказав помощь при занесении Денису Лими, единственной в том матче попытке, принёсшей победу 16:13. В том же сезоне «Манстер» выиграл Кельтскую лигу.
В 2009 году О’Коннелл помог своей сборной не только выиграть Кубок шести наций, но и завоевать первый за 61 год выступлений ирландцев «Большой шлем»: именно его возможность выигрывать коридоры в матче против Уэльса помогла ирландцам одержать победу во всех пяти матчах, в том числе и в последнем против валлийцев со счётом 17:15, и установить историческое достижение. В ноябре 2009 года ирландцы провели три официальных тест-матча против других сборных, и во всех трёх участвовал О’Коннелл — это были ничья против Австралии и две победы над Фиджи и ЮАР. Ранее, 21 апреля того же года, О’Коннелл был назначен капитаном «Британских и ирландских львов» на турне по ЮАР, что назвал для себя большой честью, так как ранее только легендарные игроки удостаивались чести быть капитанами этой команды. В первом тест-матче 20 июня 2009 года он играл в одной связке с Аланом Уином Джонсом, а его команда уступила 21:26. Во второй встрече он играл с Саймоном Шоу во второй линии, но «Львы» опять проиграли уже со счётом 25:28 и проиграли всю серию из трёх матчей. Победа в третьем матче со счётом 28:9 ничего не решала, хотя британцы стремились избежать возможного проигрыша южноафриканцам вчистую, впервые за 118 лет.

### 2010—2013
Первые два матча Кубка шести наций 2010 года против итальянцев и французов О’Коннелл пропустил из-за повреждения бедра, но доиграл остальные три встречи. В связи с полученной травмой паха и инфекцией он пропустил летнюю и осеннюю серии тест-матчей, выбыв из строя на 8 месяцев. Вернулся он только в декабре 2010 года в матче Кельтской лиги Magners против «Кардифф Блюз», а в Кубке Хейнекен через неделю сыграл в матче против «Оспрейз», однако его возвращение толком не состоялось, поскольку О’Коннелл был удалён с поля и получил четырёхнедельную дисквалификацию. Вернулся он только в матче против «Тулона», где «Манстер» потерпел поражение 16:32 и впервые за 13 лет выступлений в Кубке Хейнекен не преодолел групповой этап.
На следующий год О’Коннелл был включён в заявку как на Кубок шести наций (сыграл все пять матчей против Италии, Франции, Шотландии, Уэльса и Англии), так и на чемпионат мира 2011 года, попав в расширенный состав. Однако конец сезона 2010/2011 для О’Коннелла выдался неудачным: 2 апреля 2011 года в матче Кельтской лиги против «Ленстера» он получил растяжение связок лодыжки и выбыл на 4 недели. Возвращение игрока состоялось 30 апреля 2011 года в матче против «Харлекуинс» в рамках Кубка вызова Amlin, в котором «Манстер» потерпел поражение 12:20. Он же был капитаном клуба в финале Кельтской Лиги против «Ленстера», в котором его команда победила.
В августе 2011 года в рамках подготовки Ирландии к Кубку мира О’Коннелл сыграл сначала в двух контрольных матчах в августе против Франции, а затем и выйдя на поле как капитан в матче против Англии. По итогам контрольных матчей О’Коннелл вошёл в заявку из 30 человек на чемпионат мира. Ирландия выиграла все четыре матча группового этапа, начав с победы 11 сентября над США 22:10, по итогам которой О’Коннелл получил приз лучшего игрока матча. 17 сентября была побеждена Австралия со счётом 15:6, что стало первой в истории Ирландии победой над австралийцами на Кубках мира. В матче 20 сентября против России (победа 62:12) О’Коннелл не играл, хотя его сборная пропустила сразу две попытки в той встрече, а в последнем матче против Италии, прошедшем 2 октября, О’Коннелл сыграл, и его команда уверенно победила 36:6. 8 октября в четвертьфинале ирландцы проиграли Уэльсу 10:22 и завершили борьбу на Кубке мира.
30 декабря 2011 года О’Коннелл был назначен капитаном сборной Ирландии вместо травмированного Брайана О’Дрисколла на Кубок шести наций 2012 года, а 18 января 2012 года был объявлен окончательный состав на Кубок шести наций. 3 января 2012 года О’Коннелл заключил ещё один двухлетний контракт с клубом, выразив намерения выступать за сборную Ирландии и за «Манстер» до конца сезона 2013/2014. В матче Кубка шести наций против Франции О’Коннелл получил серьёзную травму колена и выбыл из состава как клуба, так и сборной. Врачи сообщили, что на восстановление игрока уйдёт от 3 до 6 недель, и 8 апреля он вышел впервые после травмы на поле в игре четвертьфинала Кубка Хейнекен против «Ольстера», но в матче против того же «Ольстера» в рамках Про12 получил травму колена и выбыл на 4—6 недель, вследствие чего ирландцы уже не могли рассчитывать на него в июньской трёхматчевой серии против «Олл Блэкс». О’Коннелл перед очередным сезоном вернулся в строй, уступив 24 августа пост капитана Дугу Хаулетту после пяти лет капитанства, но в начале сезона из-за травмы спины опять выбыл из строя, вернувшись 13 октября в матче-открытии Кубка Хейнекен 2012/2013 против «Расинг Метро 92».

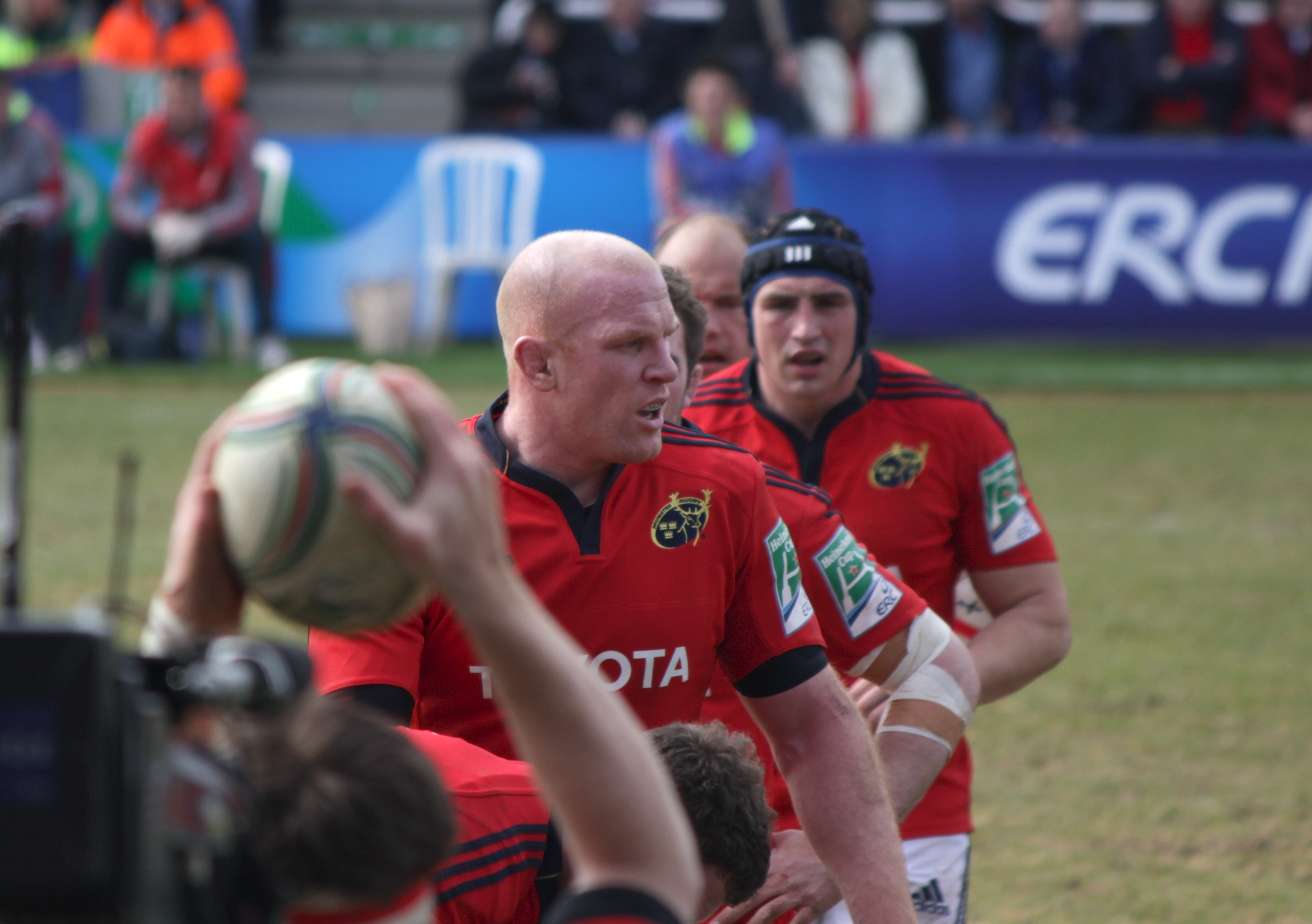
Матч О’Коннелла против «Харлекуинс» в апреле 2013 года

В октябре 2012 года у О’Коннелла случился рецидив травмы спины, и в канун Нового года ему сделали операцию, вследствие чего он должен был пропустить три месяца вплоть до начала апреля 2013 года. Однако он пошёл на поправку быстро и уже 12 марта 2013 года отыграл один тайм за второй состав клуба. Отыграв позже за второй состав полный матч, О’Коннелл вышел на матч 23 марта 2013 года против «Коннахта» и отыграл все 80 минут. В отсутствии Дуга Хаулетта он принял капитанскую повязку и вывел команду на четвертьфинал Кубка Хейнекен против английского клуба «Харлекуинс», где «Манстер» одержал победу со счётом 18:12, а О’Коннелл получил приз лучшего игрока матча. В полуфинале 27 апреля О’Коннелл снова вывел команду как капитан на матч против французского клуба «Клермон Овернь», в котором ирландский клуб потерпел поражение 10:16.
30 апреля 2013 года он был вызван в расположение «Британских и ирландских львов» перед турне по Австралии. 1 июня 2013 года тур начался с матча против клуба «Барбарианс», в котором О’Коннелл играл вместо травмированного Сэма Уорбёртона, занеся попытку и принеся итоговую победу 59:8. 8 июня состоялся второй матч с участием О’Коннелла: он вышел на замену в игре против «Квинсленд Редс», которую «Львы» выиграли со счётом 22:12. 15 июня он вышел на матч против «Уаратаз», а 22 июня сыграл в первом тест-матче против Австралии (победа 23:21). К несчастью, он получил перелом руки в игре против австралийцев и был исключён из состава, перейдя 26 июня временно в тренерский штаб.

### 2014—2016

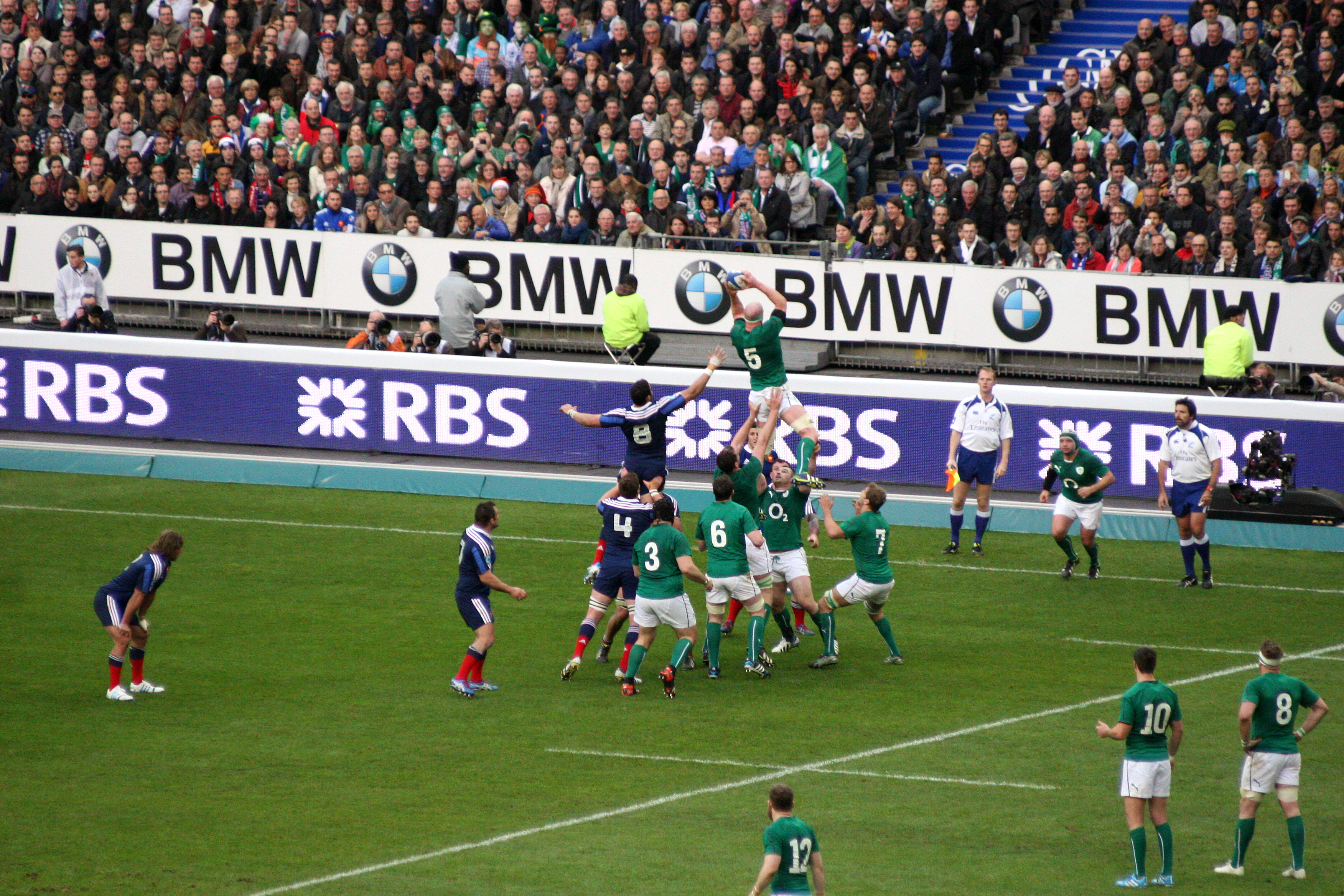
О’Коннелл участвует в розыгрыше коридора в матче против Франции на Кубке шести наций 2014 года

В январе 2014 года О’Коннелл объявил о подписании нового двухлетнего контракта с «Манстером», действующего до июня 2016 года. 27 января он был включён в заявку из 34 человек на Кубок шести наций, а именно на первые два матча, однако из-за воспаления в области груди первую игру от 2 февраля против Шотландии, в которой ирландцы победили со счётом 28:6, пропустил, вернувшись в ранге капитана сборной на матч против Уэльса, прошедший 8 февраля и завершившийся второй победой Ирландии со счётом 26:3. 22 февраля вышел в стартовом составе на матч против Англии, завершившийся поражением ирландцев со счётом 10:13. 8 марта он вышел в стартовом составе на матч против Италии, в котором ирландцы победили со счётом 46:7, а также сыграл 15 марта против Франции в выездной встрече, в которой ирландцы победили со счётом 22:20 и выиграли Кубок шести наций. 5 апреля в четвертьфинале Кубка Хейнекен он отметился попыткой в ворота «Тулузы», что помогло его клубу победить со счётом 47:23. 19 мая он был выбран капитаном сборной Ирландии на грядущее турне по Аргентине, проведя первый тест-матч против сборной Аргентины 7 июня и второй тест-матч снова против Аргентины 14 июня.
Новый сезон начался для О’Коннелла выездной победой в матче Кубка европейских чемпионов по регби 10 октября 2014 года над «Сейл Шаркс» со счётом 27:26, в этом матче он был капитаном команды, а 24 октября он провёл ещё одну игру против «Сарацинов», которая завершилась победой его команды со счётом 14:3. 21 октября он снова стал капитаном сборной в так называемой осенней серии матчей Guinness: 8 ноября провёл первую тестовую игру против сборной ЮАР, завершившуюся победой его команды со счётом 29:15), а 22 ноября провёл вторую тестовую игру против Австралии, в которой ирландцы победили со счётом 26:13, а О’Коннелл получил приз лучшего игрока матча. 1 февраля 2015 года О’Коннелл снова был выбран капитаном сборной перед Кубком шести наций. Он сыграл во всех матчах ирландской сборной: в первых трёх встречах ирландцы последовательно обыграли Италию, Францию и Англии. 14 марта он провёл свою 100-ю встречу за Ирландию против Уэльса, однако ирландцы неожиданно уступили 16:23 и потеряли шансы на Большой шлем. 21 марта ирландцы обыграли со счётом 40:10 Шотландию, выиграв второй раз подряд Кубок шести наций впервые с двухлетнего периода 1948—1949 годов, а О’Коннелл получил приз лучшего игрока турнира. Май 2015 года был ознаменован тем, что О’Коннелл был признан лучшим игроком 2015 года по версии Ассоциации регбистов Ирландии (IRUPA) решением от 13 мая; 16 мая он отметился попыткой в игре против «Ньюпорт Гвент Дрэгонс», что принесло победу «Манстеру» со счётом 50:27, а 30 мая он сыграл в Гранд-Финале Про12 против «Глазго Уорриорз», но в решающем матче за титул чемпиона Про12 его клуб проиграл шотландцам.
2 июня 2015 года О’Коннелл досрочно расторг контракт с клубом «Манстер» и Ирландским регбийным союзом, что означало, что он завершит карьеру в сборной после чемпионата мира 2015 года, а не в июне 2016 года, как ожидалось. 16 июня О’Коннелл подписал двухлетний контракт с французским клубом «Тулон», а 24 июня был включён в предварительный список из 45 человек, которые должны были готовиться к чемпионату мира в Англии. В Лимерике в июле 2015 года появился огромный постер с фразой «Рождён и стал красным в Лимерике» (англ. Limerick Born and Red), которая обыгрывала словосочетание английского языка «born and bred» (англ. рождён и вырос), и подписью в виде хэштега #ThanksPaulie (англ. Спасибо, Поли). Плакат был установлен в знак спортивных заслуг О’Коннелла, прославившего Лимерик.
В августе 2015 года О’Коннеллу перед началом серии контрольных встреч присудили приз лучшего регбиста года по версии ассоциации Guinness Rugby Writers, а в ходе самой подготовки игрок сыграл матчи против Шотландии 15 августа (первый матч сборной, выход на замену) и против Уэльса 29 августа (третий матч сборной, стартовый состав), причём игра против Уэльса стала последней для О’Коннелла игрой за сборную на ирландской земле. 1 сентября 2015 года в оглашённом составе сборной на чемпионат мира О’Коннелл был назначен капитаном, а 5 сентября сыграл последний контрольный матч против Англии, выйдя в стартовом составе. В финальном этапе О’Коннелл провёл четыре матча группового этапа: против Канады 19 сентября в стартовом составе (победа 50:7), против Румынии 27 сентября на замене (победа 44:10), против Италии 4 октября в стартовом составе (победа 16:9) и против Франции 11 октября в стартовом составе (победа 24:9). Однако в игре против французов в конце первого тайма он получил травму задней поверхности бедра, что поставило крест на дальнейшем участии игрока в турнире. Таким образом, для О’Коннелла это стал последний матч за сборную Ирландии, которая в четвертьфинале 18 октября проиграла Аргентине со счётом 20:43. Самому О’Коннеллу потребовалось вмешательство хирургов.
В декабре 2015 года Пол О’Коннелл прибыл в расположение «Тулона», но уже 9 февраля 2016 года объявил о завершении карьеры профессионального регбиста по состоянию здоровья: в связи с травмой, полученной во время чемпионата мира в Англии, врачи посоветовали ему завершить выступления. Из-за травмы О’Коннелл так и не провёл ни одной официальной встречи за «Тулон».

## Стиль игры

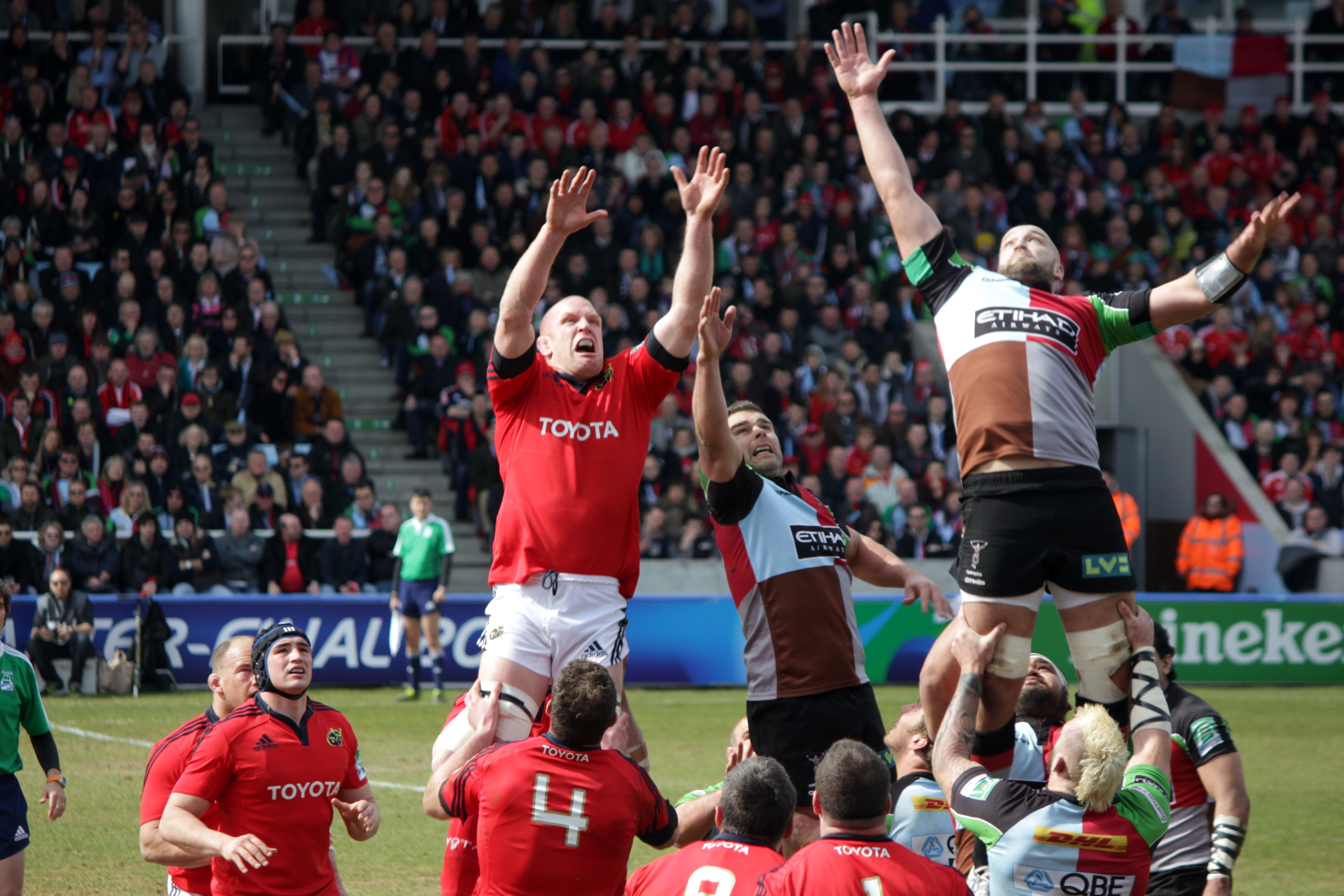
О’Коннелл принимает мяч в розыгрыше коридора, матч против «Харлекуинс» 2013 года

О’Коннелл считается одним из выдающихся регбистов современности среди игравших на позиции лока. В 2006 году Роберт Китсон из The Guardian отметил, что для «Манстера» и сборной Ирландии О’Коннелл настолько же важен, насколько Мартин Джонсон для «Лестер Тайгерс» и Англии. В 2014 году ирландец вошёл в список 50 выдающихся регбистов современности, составленный Саймоном Томасом из валлийской газеты Wales Online, и занял в списке 15-е место — из игроков второй линии выше него стояли только австралиец Джон Илз (9-е место), англичанин Мартин Джонсон (11-е место) и южноафриканец Виктор Мэтфилд (12-е место). Австралиец Нэтан Шарп включил его в список пяти лучших игроков второй линии в мире.
Одной из сильных сторон О’Коннелла была его должность капитана, которую он сохранял во всех профессиональных командах, за которые выступал. Внешний центровой и блуждающий полузащитник сборной Уэльса Стивен Джонс в книге «Игра думающего человека: моя история» (англ. A Thinking Man's Game: My Story писал, что во время турне «Британских и ирландских львов» по Южной Африке 2009 года О’Коннелл был капитаном команды, а на встрече с игроками много говорил о том, что гордится быть среди таких хороших регбистов, и о той ответственности, которые они несут перед всей сборной. Главный тренер сборной Ирландии Джо Шмидт отмечал, что О’Коннелл много помогал тренерам, активно работая над тактикой команды, и давал чёткие указания игрокам, в том числе и Джонатану Секстону, которого назначал ответственным за нападение и с которым умело работал на поле, принимая решения в той или иной ситуации.
Помимо этого, О’Коннелл обладал хорошими атлетическими данными для регбиста: в жиме лёжа он показывал результат в 180 кг. Виктор Мэтфилд, который называл О’Коннелла лучшим регбистом, против которого когда-либо выступал, и Джо Шмидт отмечали трудолюбие О’Коннелла и его умения анализировать тактику противника при розыгрыше коридоров. Игрок второй линии и капитан клуба «Тулуза» и Франции Фабьен Пелу описал влияние О’Коннелла на мировое регби и игру второй линии незадолго до своего завершения карьеры в феврале 2016 года:

Этот игрок, которого я встретил в то время, когда я был на спаде, а он — на пике формы, заставил меня осознать, что произойдёт с ролью игрока второй линии. Он известен по выступлениям за сборную Ирландии и за «Манстер», но прежде всего — это игрок второй линии мирового класса. Он повлиял как на своих партнёров, так и на своих противников […] Он стал первым игроком второй линии, который действовал в третьей линии. За ним потом последовали другие. Пол О’Коннелл установил планку. На всех участках — начиная с коридоров и заканчивая раками. Вот поэтому теперь такая игра. Он действовал по всей ширине поля. Это — лучший спортсмен в регби-15. Его габариты помогали ему повторять снова и снова свои действия и быть на шаг впереди всего мира.
Оригинальный текст (фр.)C’est un joueur que j’ai croisé quand j’étais sur le déclin, et quand lui arrivait à son apogée, il m’a bien fait prendre conscience de ce qu’allait devenir le rôle du deuxième-ligne. Il a marqué l’équipe d’Irlande et du Munster, mais surtout le poste de deuxième-ligne au niveau mondial. Il a eu un impact sur ses partenaires comme sur ses adversaires. [...] Il a été le premier deuxième-ligne à avoir une activité de troisième-ligne. D’autres l’ont suivi. Paul O’Connell a élevé le standard au poste. Dans tous les domaines et à commencer par la touche et les rucks. Et après dans le jeu courant. Il était partout sur le terrain. C’est le premier athlète du rugby à quinze. Cette dimension-là lui permettait de répéter les actions et d’avoir un temps d’avance sur tout le monde.

## После игровой карьеры
В июле 2016 года поступили сообщения, что О’Коннелл занял пост советника в академии клуба «Манстер». До декабря 2017 года О’Коннелл занимал этот пост, после чего стал помощником тренера в сборной Ирландии до 20 лет. С августа 2018 года стал тренером нападающих клуба «Стад Франсе» из французского Топ-14, во главе тренерского штаба клуба стоял одноклубник О’Коннелла по «Манстеру» Майк Прендергаст.
В 2017 году О’Коннелл комментировал матчи Кубка шести наций и освещал осеннюю серию матчей регбийных сборных Уэльса и Шотландии, прошедшую в ноябре 2017 года, а в 2018 году снова комментировал матчи Кубка шести наций. Все эти матчи с комментариями О’Коннелла были показаны на BBC Sport.

## Достижения

### Манстер
- Кубок европейских чемпионов по регби:
  - Обладатель (2): 2005/06, 2007/08
- Про14:
  - Чемпион (3): 2002/03[англ.], 2008/09[англ.], 2010/11[англ.]
- Кельтский кубок[англ.]:
  - Обладатель (1): 2004/05[англ.]

### Ирландия
- Кубок шести наций:
  - Обладатель (3): 2009, 2014[англ.], 2015
- Большой шлем:
  - Обладатель (1): 2009
- Тройная корона:
  - Обладатель (4): 2004[англ.], 2006[англ.], 2007[англ.], 2009

### Британские и ирландские львы
- Турне Британских и ирландских львов:
  - Участник (3): 2005[англ.], 2009[англ.], 2013[англ.]
  - Победитель серии (1): 2013[англ.]

### Попытки в матчах за сборную
| Попытки Пола О’Коннелла в играх за сборную Ирландии | Попытки Пола О’Коннелла в играх за сборную Ирландии | Попытки Пола О’Коннелла в играх за сборную Ирландии | Попытки Пола О’Коннелла в играх за сборную Ирландии | Попытки Пола О’Коннелла в играх за сборную Ирландии | Попытки Пола О’Коннелла в играх за сборную Ирландии | Попытки Пола О’Коннелла в играх за сборную Ирландии |
| Номер попытки                                       | Противник                                           | Место встречи                                       | Стадион                                             | Турнир                                              | Дата встречи                                        |                                                     |
| --------------------------------------------------- | --------------------------------------------------- | --------------------------------------------------- | --------------------------------------------------- | --------------------------------------------------- | --------------------------------------------------- | --------------------------------------------------- |
| [1]                                                 | Уэльс                                               | Дублин, Ирландия                                    | Лэнсдаун Роуд                                       | Кубок шести наций                                   | 3 февраля 2002                                      |                                                     |
| [2], [3]                                            | Уэльс                                               | Дублин, Ирландия                                    | Лэнсдаун Роуд                                       | Тест-матч                                           | 16 августа 2003                                     |                                                     |
| [4]                                                 | Шотландия                                           | Эдинбург, Шотландия                                 | Маррифилд                                           | Кубок шести наций                                   | 12 февраля 2005                                     |                                                     |
| [5]                                                 | Новая Зеландия                                      | Окленд                                              | Иден Парк                                           | Тест-матч                                           | 17 июня 2006                                        |                                                     |
| [6]                                                 | Пасифик Айлендерс                                   | Дублин, Ирландия                                    | Лэнсдаун Роуд                                       | Тест-матч                                           | 26 ноября 2006                                      |                                                     |
| [7]                                                 | Шотландия                                           | Эдинбург, Шотландия                                 | Маррифилд                                           | Кубок шести наций                                   | 21 марта 2015                                       |                                                     |
| [8]                                                 | Англия                                              | Лондон, Англия                                      | Туикенем                                            | Тест-матч                                           | 5 сентября 2015                                     |                                                     |

## Личная жизнь
Его женой является Эмили О’Лири, с которой Пол познакомился в возрасте 20 лет. 29 января 2010 в эфире программы The Late Late Show он объявил, что Эмили находится на шестом месяце беременности. 15 апреля 2010 года в Центрально-Западном региональном родильном доме Лимерика родился сын, которого назвали Падди. Официально пара объявила о помолвке в июне 2012 года, а свадьба состоялась 27 июля 2013 года в Ошском соборе во французском городе Ош. В ноябре 2014 года на свет появилась дочь Лола, а в ноябре 2017 года — третий ребёнок, Феликс.
С апреля 2012 года Пол О’Коннелл является почётным гражданином города Лимерик, а с ноября 2015 года — почётным доктором Лимерикского университета. Он болеет в Английской футбольной Премьер-лиге за команду «Эвертон», а также увлекается гольфом и состоит в Лимерикском гольф-клубе. В сентябре 2016 года О’Коннелл выступил перед сборной Европы по гольфу с речью в преддверии розыгрыша Кубка Райдера между сборными Европы и США по гольфу — его пригласил капитан европейцев Даррен Кларк.
В октябре 2016 года вышла автобиография О’Коннелла «Битва» (англ. The Battle), получившая премию Irish Book Awards как лучшая книга 2016 года о спорте. Редактором текста выступил Алан Инглиш из Лимерика